# Cratere Cholpon
Cholpon  è un cratere sulla superficie di Venere.